# Риаз Ахмед Гоар Шахи
Риаз Ахмед Гоар Шахи (урду ریاض احمدگوھرشاہی‎, англ. Riaz Ahmed Gohar Shahi) (25 ноября, 1941 — 25 ноября, 2001), также известный как Сайедна Риаз Ахмед Гоар Шахи (урду سیدناریاض احمدگوھرشاہی‎) или Хазрат Сайедна Риаз Ахмед Гоар Шахи Муддазульахул Аали (урду حضرت سیدناریاض احمدگوھرشاہی مدظلہ العالی‎) — пакистанский духовный лидер, основатель религиозного движения «Анджуман Серфарошан-э-Ислам», мусульманин суфийского толка.

## Жизнь
Гоар Шахи родился на территории Британской Индии, в небольшой деревне Гоар Шах в округе Равалпинди. Он происходит из пятого поколения Баба Гохар Али Шах. Он родился 25 ноября 1941 г. и с детства находился под влиянием суфизма и культа святых. В возрасте двадцати лет, когда Гоар Шахи являлся владельцем компании «F. Q. Steel Industries», он решил посвятить себя духовному поиску и спиритуализму. Разочаровавшись в своих духовных исканиях и не найдя поддержки у местных проповедников-дервишей, он вернулся к своей прежней работе. Гоар Шахи был тогда женат и имел троих детей.
По свидетельству Шахи, в тридцать четыре года перед ним предстал Бари Имам и произнёс: «Мой сын, твоё время пришло, тебе следует посетить святыню Султана Баху, чтобы получить сокрытое священное знание». Гоар Шахи бросил свою работу, семью и родителей и отправился в Шоркот, где он ознакомился с книгой «Нурул Худа» («Свет познания»). Затем он отправился в Шехван Шариф для духовного самосовершенствования и провёл три года в местных горах, а также в лесу Лаал Баг.
Послания Гоар Шахи за очень короткий промежуток времени стали популярными на всей территории Пакистана, а затем во многих странах. Гоар Шахи был посвящён ряд мечетей, индуистских храмов, церковь и т. д. Он стал первым духовным лидером в истории мусульманских стран, который был приглашён в места поклонения других религий.

## Произведения
Гоар Шахи является автором ряда книг и трактатов, включая один, основанный на суфийской поэзии и известный какTuryaaq-э-Qulb, что означает «лечение для сердца». Произведения Гоар Шахи включают:
- Ruhani Safar (Духовный путь)
- Menara-e-Noor (Minart Света)
- Roshnash (Освещение)
- Тухфа-tul-Majalis (Дар конгрегаций)
- Deen-e-Illahi (Религия Аллаха), где рассмотрены наиболее важные работы его последователей.

## Известность
- Гоар Шахи однажды заявил, что ему довелось встретиться с Иисусом в США[1][2][5][6]
- В одном из своих обращений Гоар Шахи заявил, что «цель, независимо от того, к какой религии или секте Вы относитесь — это признание и возможность подойти к сущности Аллаха (Бога)»"[1][7][8]

Большинство ортодоксальных богословов подвергло воззрения Шахи критике,, обвинив его в опорочивании имени пророка и имама Мехди, хотя сам Гоар Шахи всегда отрицал такие обвинения.

## Критика
Гоар Шахи столкнулся с очень сильным противодействием со стороны различных религиозных деятелей и ортодоксальных богословов, Помимо осуждений со стороны богословов и учёных, мусульманские экстремисты и фанатики из различных стран стали угрожать Шахи. Был предпринят ряд покушений на его жизни. В частности, в его дом в Манчестере была брошена зажигательная бомба, имели место также нападения с применением ручных гранат в ходе диспута в его пакистанском доме. Учение Шахи было также осуждено мусульманскими религиозными лидерами и пакистанским правительством.
После неортодоксальных откровений последователей Гоар Шахи об изображениях на Луне, Солнце и Чёрном Камне, критика Гоар Шахи стала наиболее острой. Под давлением религиозных экстремистов правительство Пакистана решило использовать все источники для ликвидации организации Гоар Шахи. Его книги были запрещены правительством Пакистана, а последователи перестали допускаться на открытые заседания а также освещение в прессе не разрешается ни Гоар Шахи или его последователей из-за обвинений в богохульстве права. В отношении Гоар Шахи и его последователей было также возбуждено несколько судебных дел.
Гоар Шахи был заключён под стражу в 1997 году якобы по обвинению в убийстве женщины, которая пришла к нему за духовным советом, Гоар Шахи и многие из его последователей, позднее были осуждены по исламским законам за богохульство Гоар Шахи был осуждён заочно, но бежал в Англию, Общий срок заключения Шахи составил 59 лет, однако он скончался за границей, до подачи апелляции в Верховный суд провинции Синд.

## Тайна смерти
Гоар Шахи умер 25 ноября 2001 года в Манчестере, Великобритания от пневмонии. Его тело было доставлено обратно в Пакистан из Англии и погребено в Маркази Аастана, Котри, где находится Международный секретариат «Анджуман Серфарошан-е-Ислам». Его последователи стали совершать паломничество к месту погребения. Последователи Гоар Шахи считают, что его душа вознеслась и Гоар Шахи вернётся вместе с Иисусом в конце света. Семья Гоар Шахи всё ещё живёт в Котри — его вдова, пять сыновей и дочь.

## Комментарии
1. ↑  В Южной Азии мусульмане, обращаясь к почтенным лицам, в знак уважения ставят перед их именем слово «хазрат». Таким образом, это слово часто встречается перед именами мусульманских деятелей. Однако для сохранения нейтральности в данной статье это обращение опущено.